# چطور کی‌دی‌ئی۲ را در فری‌بی‌اس‌دی پچ می‌کنند؟
چطوری KDE2 رو توی فری‌بی‌اس‌دی پچ می‌کنند؟ (به روسی: Как пропатчить KDE2 под FreeBSD?) یک میم اینترنتی در فرهنگ اینترنتی روسیه است. این سؤال اولین بار در کانال آی‌آرسی ‎#anime در شبکه روس‌نت در تاریخ ۸ می ۲۰۰۴ پرسیده شد. متن سؤال را می‌توان به صورت زیر ترجمه کرد:
-سلام، اینجا کانال انیمه هست؟
-آره.
-چطوری KDE2 رو توی فری‌بی‌اس‌دی پچ می‌کنند؟
این سؤال در اصل گفتگوهای فنی گیکی غیرمرتبطی که اغلب در آن کانال صورت می‌گرفت را به سخره می‌گیرد که این گفتگوها در واقع هیچ ربطی به انیمه نداشتند. بعدها این سؤال بسیار محبوب شد و به‌طور گسترده‌ای در گفتگوهای اینترنتی روسوفون مورد استفاده قرار گرفت.
این سؤال اولین بار در سال ۲۰۰۶، قبل از کنفرانس آنلاین ۶ ژوئیه، هنگامی که افراد زیادی آن را از رئیس‌جمهور روسیه، ولادیمیر پوتین پرسیدند، مورد توجه قرار گرفت. با توجه به مبارزات انتخاباتی، این سؤال تبدیل به سومین سؤالی شد که درخواست می‌شد تا در حین کنفرانس از رئیس‌جمهور پرسیده شود. با این حال، دست‌اندرکاران کنفرانس این سؤال را مطرح نکردند.
در سال ۲۰۰۷، در کنفرانسی مشابه با رئیس‌جمهور قزاقستان، نورسلطان نظربایف، این سؤال تبدیل به پرتکرارترین سؤال شد و مجدداً بر سر زبان‌ها افتاد. نظربایوف این سؤال را به‌طور جدی با تشریح کردن پیشرفت‌های قزاقستان در صنعت فناوری اطلاعات و امکان استفاده از نرم‌افزارهای آزاد و متن‌باز در آن پاسخ داد.
در دسامبر ۲۰۰۷، قبل از کنفرانس اینترنتی رئیس‌جمهور اکراین، ویکتور یوشچنکو این جمله مجدداً تبدیل به محبوب‌ترین سؤال شد. او این‌گونه به سؤال پاسخ داد که برنامه‌نویسان دبیرخانه او می‌توانند در مورد پچ کردن KDE2 در سیستم‌عامل‌های گوناگون کمک کنند. او همچنین استفاده از نرم‌افزارهای جدیدتر را توصیه کرد (احتمالاً منظور او قدیمی بودن KDE2 و موجود بودن KDE3، آخرین نسخه KDE در آن زمان بوده‌است).

## پاسخ
یک پاسخ درست برای سؤال می‌تواند اجرا کردن دستورهای زیر به صورت متوالی باشد:
```
cd
 
/usr/ports
 
&&
 
make
 
index
;
 
pkgdb
 
-F

cd
 
/usr/ports/x11/xorg
 
&&
 
make
 
all
 
install
 
&&
 
make
 
clean

cd
 
/usr/ports/x11/kde2/
make
 
&&
 
make
 
install
 
&&
 
make
 
clean
;

portsnap
 
fetch
portsnap
 
extract
portsnap
 
fetch
 
update
xorgcfg
cp
 
~/xorg.conf.new
 
/usr/X11R6/etc/X11/xorg.conf
touch
 
~/.xinitrc
 
&&
 
echo
 
-ne
 
"exec startkde"
>
 
~/.xinitrc
startx

```